# Старицкий краеведческий музей
Старицкий краеведческий музей — музей, посвящённый жизни и быту жителей Старицкого края. 
Является филиалом Тверского государственного объединенного музея.

## История
Старицкий музей был открыт в 1919 году в настоятельском корпусе Старицкого Успенского монастыря на основе коллекций местных краеведов и археологов-любителей. Его первым директором был искусствовед и художник Евгений Александрович Клодт. В 1922 году стал отделением Тверского государственного музея. Имел художественный, историко-археологический, естественно-исторический, антирелигиозный отделы и отдел местного края. Во время оккупации города в годы Великой Отечественной войны был разграблен и сильно пострадал, а в 1954 году был закрыт. 
В 1975 году музей на территории бывшего Старицкого Успенского монастыря был возобновлен как Старицкий архитектурно-художественный и археологический музей. В 1997 году он был переименован в Старицкий краеведческий музей, а в 2008 году переведен из монастыря в новое здание.

## Экспозиции
В музейной экспозиции представлены материалы о событиях Смуты начала XVII в., о первом патриархе Московском и всея Руси Иове — уроженце Старицы и настоятеле Старицкого Успенского монастыря, о реформах Екатерины II, в ходе которых были утверждены герб и план города. Музей располагается в пяти залах: два на первом этаже и три на втором. Специальные экспозиционные комплексы рассказывают о старицком дворянстве. Отдельный зал посвящён городской жизни в Старице XIX — начала XX в — таким её важным сторонам, как муниципальное управление, торговля, быт, культура и образование. Настоящим её украшением служит городской интерьер.

Археологическая экспозиция рассказывает об основных этапах развития человеческого общества на территории Верхневолжья от эпохи первобытного строя до периода раннего феодализма. Особый интерес представляет диорама «Старицкий кремль XIV века».

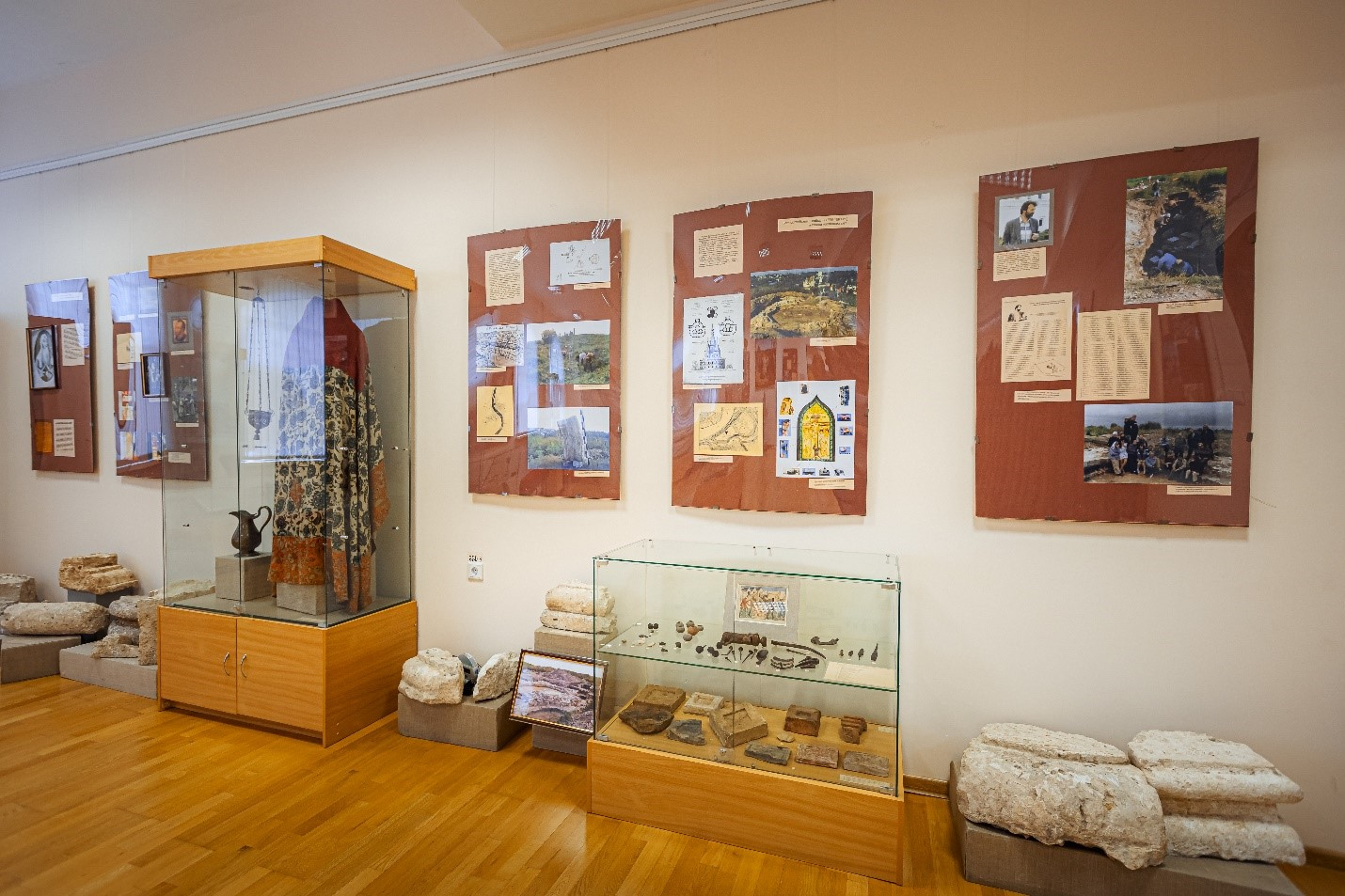
Зал экспозиции Старицкого краеведческого музея

В экспозиции широко отражен быт города и уезда начала XX века, воспроизведены фрагменты интерьеров крестьянской избы, купеческого дома, кабинета чиновника, мастерской старицкого фотографа.

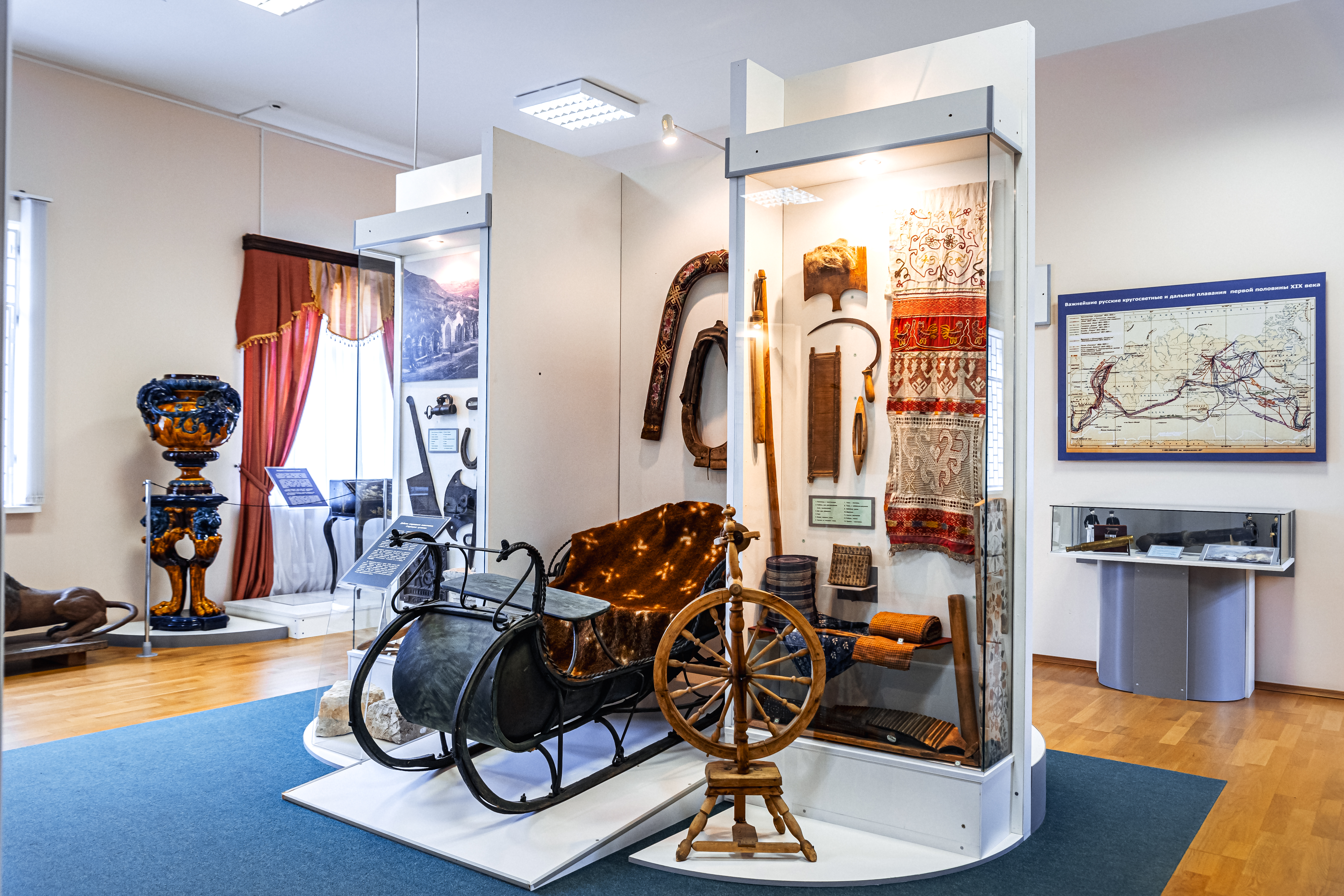
Экспозиция Старицкого краеведческого музея

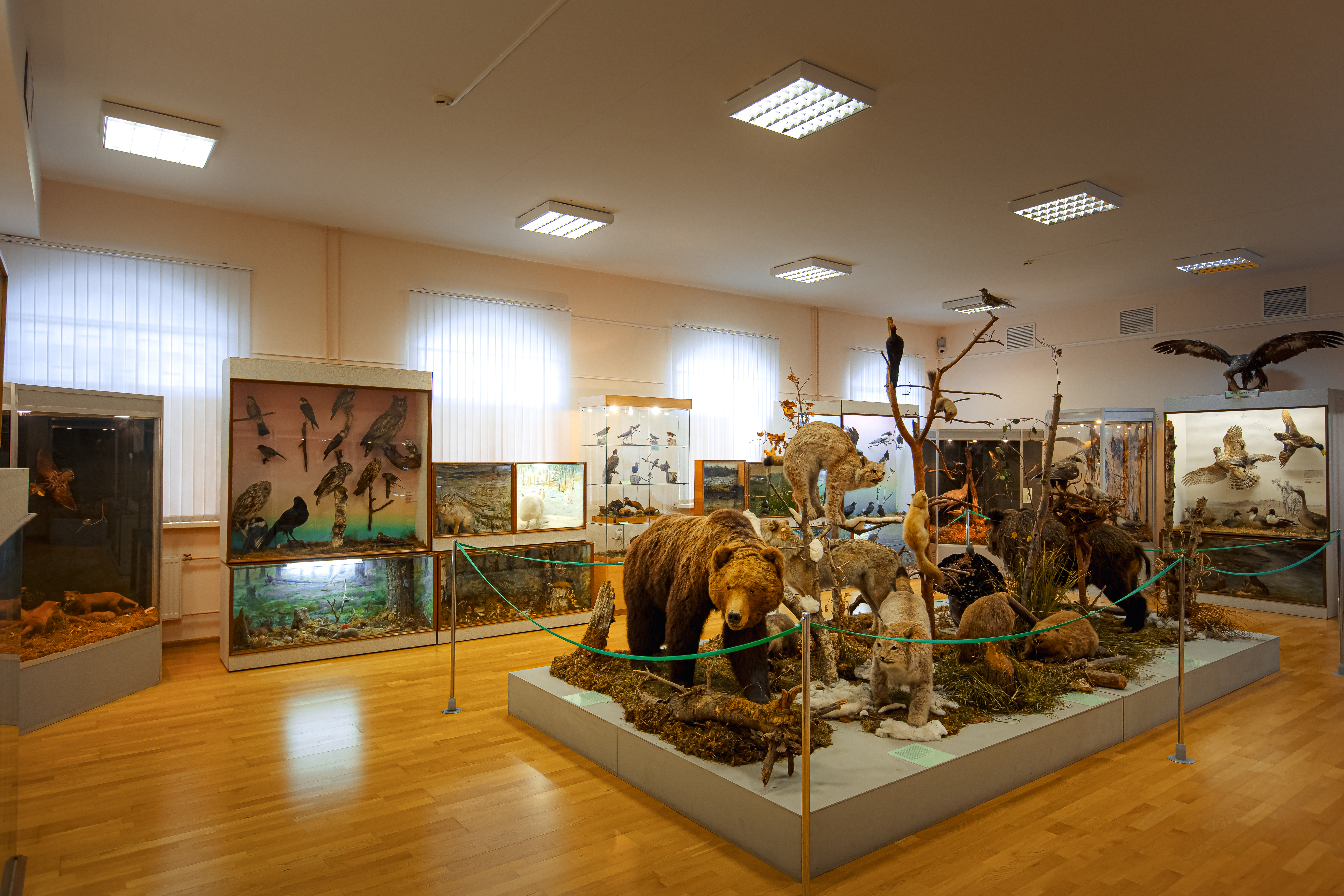
Фрагмент экспозиции Старицкого краеведческого музея1.

Последний раздел экспозиции рассказывает об истории края с 1917 года, о революционных событиях, о периоде Великой Отечественной войны и послевоенной жизни старичан.